# Fussball Club Vaduz 2010-2011
Questa voce raccoglie le informazioni riguardanti il Fussball Club Vaduz nelle competizioni ufficiali della stagione 2010-2011.

## Stagione
Nella stagione 2010-2011 il Vaduz, allenato da Eric Orie, concluse il campionato di Challenge League al 4º posto. Nella Coppa del Liechtenstein il Vaduz vinse la finale dall'Eschen/Mauren. In UEFA Europa League il Vaduz fu eliminato al secondo turno dal Brøndby.

## Rosa
| N. |                          | Ruolo | Calciatore         |
| -- | ------------------------ | ----- | ------------------ |
| 1  | Liechtenstein (bandiera) | P     | Peter Jehle        |
| 2  | Liechtenstein (bandiera) | D     | Martin Rechsteiner |
| 3  | Svizzera (bandiera)      | D     | Pascal Bader       |
| 4  | Svizzera (bandiera)      | D     | Roland Schwegler   |
| 5  | Svizzera (bandiera)      | D     | Luca Denicolá      |
| 6  | Austria (bandiera)       | D     | Mario Sara         |
| 7  | Svizzera (bandiera)      | C     | Damián Bellón      |
| 8  | Svizzera (bandiera)      | D     | Reto Zanni         |
| 8  | Italia (bandiera)        | C     | Diego Ciccone      |
| 9  | Brasile (bandiera)       | A     | Sabia              |
| 11 | Liechtenstein (bandiera) | D     | Franz Burgmeier    |
| 13 | Liechtenstein (bandiera) | A     | Philippe Erne      |

| N. |                          | Ruolo | Calciatore       |
| -- | ------------------------ | ----- | ---------------- |
| 14 | Liechtenstein (bandiera) | D     | Yves Oehri       |
| 16 | Austria (bandiera)       | C     | Florian Sturm    |
| 17 | Svizzera (bandiera)      | A     | Moreno Merenda   |
| 18 | Svizzera (bandiera)      | P     | Guillaume Faivre |
| 19 | Liechtenstein (bandiera) | A     | Benjamin Fischer |
| 21 | Liechtenstein (bandiera) | D     | Marco Ritzberger |
| 22 | Svizzera (bandiera)      | D     | Pascal Cerrone   |
| 23 | Austria (bandiera)       | C     | David Harrer     |
| 25 | Svizzera (bandiera)      | P     | Fabio Rosamina   |
| 27 | Liechtenstein (bandiera) | A     | David Hasler     |
| 30 | Brasile (bandiera)       | D     | Arlan            |

## Organigramma societario
Area tecnica
- Allenatore: Eric Orie
- Allenatore in seconda: Roger Prinzen
- Preparatore dei portieri: Sebastian Selke
- Preparatori atletici:

## Calciomercato

### Sessione estiva
| Acquisti | Acquisti         | Acquisti            | Acquisti |
| R.       | Nome             | da                  | Modalità |
| -------- | ---------------- | ------------------- | -------- |
| D        | Arlan            | Atlético de Ibirama |          |
| C        | Diego Ciccone    | San Gallo           |          |
| D        | Luca Denicolá    | Lugano              |          |
| P        | Guillaume Faivre | Neuchâtel Xamax     |          |
| A        | Benjamin Fischer | Chiasso             |          |
| A        | Moreno Merenda   | San Gallo           |          |
| D        | Yves Oehri       | San Gallo           |          |
| D        | Christof Ritter  | Feldkirch           |          |
| A        | Sabia            | SV Pasching 16      |          |
| D        | Mario Sara       | Wacker Innsbruck    |          |
| D        | Roland Schwegler | Lucerna             |          |
| C        | Florian Sturm    | Ried                |          |

| Cessioni | Cessioni          | Cessioni               | Cessioni |
| R.       | Nome              | a                      | Modalità |
| -------- | ----------------- | ---------------------- | -------- |
| A        | Marco Colocci     | Eschen/Mauren          |          |
| C        | Martin Büchel     | Zurigo                 |          |
| P        | Steven Deana      | Sion                   |          |
| D        | Damir Džombić     | Aarau                  |          |
| A        | Safet Etemi       | Tuggen                 |          |
| C        | Kai Koitka        | Hessen Kassel          |          |
| C        | Quirin Löppert    | Heimstetten            |          |
| C        | Emil Noll         | Arka Gdynia            |          |
| A        | Nick Proschwitz   | Thun                   |          |
| A        | Adan Rebronja     | Wohlen                 |          |
| D        | Michael Stegmayer | Unterhaching           |          |
| D        | Marco Steil       | Holstein Kiel          |          |
| D        | Michael Stuckmann | Borussia M'gladbach II |          |
| C        | Bruno Sutter      | Veltheim               |          |

### Sessione invernale
| Acquisti | Acquisti      | Acquisti           | Acquisti |
| R.       | Nome          | da                 | Modalità |
| -------- | ------------- | ------------------ | -------- |
| D        | Reto Zanni    | Basilea            |          |
| A        | Philippe Erne | Eschen/Mauren      |          |
| C        | David Harrer  | Austria Vienna (A) |          |

| Cessioni | Cessioni | Cessioni | Cessioni |
| R.       | Nome     | a        | Modalità |
| -------- | -------- | -------- | -------- |

## Risultati

### Challenge League

#### Andata
| Arbitro: | Bieri |

|                    |           |                                        |
| Merenda 82’ (rig.) | Marcatori | 2’ de Azevedo 11’, 39’ Eudis 90’ Nater |

| Arbitro: | Gut |

|                                |           |               |
| Biscotte 5’ Valente 56’ (rig.) | Marcatori | 31’ Burgmeier |

| Arbitro: | Klossner |

|            |           |                       |
| Blumer 33’ | Marcatori | 86’ Colocci 90’ Bader |

| Arbitro: | Jaccottet |

|  |           |                         |
|  | Marcatori | 27’, 82’ Senger 76’ Rey |

| Arbitro: | Gremaud |

|               |           |                            |
| Mijatovic 70’ | Marcatori | 8’ Merenda 38’, 89’ Hasler |

| Arbitro: | Winter |

|                                                 |           |             |
| Merenda 2’, 51’, 86’, 89’ Ciccone 5’ Hasler 58’ | Marcatori | 73’ Hulmann |

| Arbitro: | Zimmermann |

|  |           |                               |
|  | Marcatori | 5’, 14’, 71’ Hasler 68’ Arlan |

| Arbitro: | Carrell |

|                           |           |                                   |
| Šabanović 49’ Stojkov 57’ | Marcatori | 45’ Ciccone 76’ Sabia 77’ Merenda |

| Arbitro: | Busacca |

|                                                         |           |         |
| Arlan 3’ Merenda 40’ Sara 59’ Denicolá 67’ Christen 68’ | Marcatori | 89’ Gil |

| Arbitro: | Wermelinger |

|  |           |             |
|  | Marcatori | 57’ Ciccone |

| Arbitro: | Jaccottet |

|               |           |  |
| Burgmeier 47’ | Marcatori |  |

| Arbitro: | Pache |

|           |           |                          |
| Tarone 4’ | Marcatori | 26’, 79’ Sabia 47’ Arlan |

| Arbitro: | Graf |

|            |           |  |
| Hasler 17’ | Marcatori |  |

| Arbitro: | Amhof |

|                               |           |                                                  |
| Bader 25’ (aut.) Cavaglia 48’ | Marcatori | 14’ Bader 18’, 53’, 56’ Sabia 23’ (aut.) N'Gindu |

| Arbitro: | Klossner |

|                                   |           |  |
| Sabia 18’, 58’ Merenda 78’ (rig.) | Marcatori |  |

#### Ritorno
| Arbitro: | Gremaud |

|                      |           |           |
| Bašić 82’ Senger 86’ | Marcatori | 49’ Bader |

| Arbitro: | Wermelinger |

|                      |           |             |
| Ciccone 25’ Sara 65’ | Marcatori | 43’ Hassell |

| Arbitro: | Erlachner |

|  |           |                                 |
|  | Marcatori | 24’ Sara 38’ Merenda 59’ Hasler |

| Arbitro: | Bieri |

|                         |           |           |
| Burgmeier 34’ Sabia 61’ | Marcatori | 75’ Cerdá |

| Arbitro: | Klossner |

|  |           |           |
|  | Marcatori | 89’ Sabia |

| Arbitro: | Jancevski |

|                                    |           |               |
| Schwegler 40’ Hasler 65’ Arlan 90’ | Marcatori | 56’ Čavušević |

| Arbitro: | Hänni |

|             |           |          |
| Hamidou 75’ | Marcatori | 8’ Sabia |

| Arbitro: | Gut |

|             |           |                                                           |
| Merenda 87’ | Marcatori | 6’, 68’ Besseyre 32’ Malfleury 42’ Morganella 57’ Pimenta |

| Arbitro: | Erlachner |

|                                 |           |             |
| Baumann 26’ Pont 90’ M'Futi 90’ | Marcatori | 73’ Cerrone |

| Arbitro: | Amhof |

|           |           |  |
| Bader 34’ | Marcatori |  |

| Arbitro: | Jaccottet |

|               |           |             |
| Burgmeier 60’ | Marcatori | 31’ Etoundi |

| Arbitro: | Busacca |

|            |           |                    |
| Radice 84’ | Marcatori | 65’ (rig.) Cerrone |

| Arbitro: | Huwiler |

|  |           |                                                 |
|  | Marcatori | 10’ Alex 55’ Renfer 62’ Schultz 82’, 85’ Osmani |

| Arbitro: | Jaccottet |

|                     |           |  |
| Katz 37’ Silvio 81’ | Marcatori |  |

| Arbitro: | Winter |

|                         |           |  |
| Burgmeier 17’ Bader 21’ | Marcatori |  |

### Coppa del Liechtenstein
| 20 ottobre 2010, ore 19:30 CEST Quarti di finale | Ruggell | 0 – 6 | Vaduz |  |

| 5 aprile 2011, ore 20:00 CEST Semifinale | Vaduz | 8 – 0 | Triesenberg |  |

| 25 aprile 2011, ore 17:00 CEST Finale | Vaduz | 5 – 0 | Eschen/Mauren |  |

### Europa League
| Arbitro: | Tohver |

|                             |           |  |
| Nilsson 51’ Jallow 80’, 85’ | Marcatori |  |

| Vaduz 22 luglio 2010, ore 20:00 CEST Secondo turno - turno | Vaduz | 0 – 0 referto | Brøndby | Rheinpark (1 984 spett.)\| Arbitro: \| Vlk \| |
| Arbitro:                                                   | Vlk   |               |         |                                               |

## Statistiche

### Statistiche di squadra
| Competizione            | Punti | In casa | In casa | In casa | In casa | In casa | In casa | In trasferta | In trasferta | In trasferta | In trasferta | In trasferta | In trasferta | Totale | Totale | Totale | Totale | Totale | Totale | DR  |
| Competizione            | Punti | G       | V       | N       | P       | Gf      | Gs      | G            | V            | N            | P            | Gf           | Gs           | G      | V      | N      | P      | Gf     | Gs     | DR  |
| ----------------------- | ----- | ------- | ------- | ------- | ------- | ------- | ------- | ------------ | ------------ | ------------ | ------------ | ------------ | ------------ | ------ | ------ | ------ | ------ | ------ | ------ | --- |
| Challenge League        | 60    | 15      | 10      | 1       | 4       | 29      | 23      | 15           | 9            | 2            | 4            | 30           | 18           | 30     | 19     | 3      | 8      | 59     | 41     | +18 |
| Coppa del Liechtenstein | -     | 2       | 2       | 0       | 0       | 13      | 0       | 1            | 1            | 0            | 0            | 6            | 0            | 3      | 3      | 0      | 0      | 19     | 0      | +19 |
| Coppa UEFA              | -     | 1       | 0       | 1       | 0       | 0       | 0       | 1            | 0            | 0            | 1            | 0            | 3            | 2      | 0      | 1      | 1      | 0      | 3      | -3  |
| Totale                  | 60    | 18      | 12      | 2       | 4       | 42      | 23      | 17           | 10           | 2            | 5            | 36           | 21           | 35     | 22     | 4      | 9      | 78     | 44     | +34 |

### Andamento in campionato
| Giornata  | 1  | 2  | 3  | 4  | 5  | 6 | 7 | 8 | 9 | 10 | 11 | 12 | 13 | 14 | 15 | 16 | 17 | 18 | 19 | 20 | 21 | 22 | 23 | 24 | 25 | 26 | 27 | 28 | 29 | 30 |
| --------- | -- | -- | -- | -- | -- | - | - | - | - | -- | -- | -- | -- | -- | -- | -- | -- | -- | -- | -- | -- | -- | -- | -- | -- | -- | -- | -- | -- | -- |
| Luogo     | C  | T  | T  | C  | T  | C | T | T | C | T  | C  | T  | C  | T  | C  | T  | C  | T  | C  | T  | C  | T  | C  | T  | C  | C  | T  | C  | T  | C  |
| Risultato | P  | P  | V  | P  | V  | V | V | V | V | V  | V  | V  | V  | V  | V  | P  | V  | V  | V  | V  | V  | N  | P  | P  | V  | N  | N  | P  | P  | V  |
| Posizione | 13 | 12 | 11 | 14 | 10 | 6 | 5 | 4 | 4 | 4  | 3  | 2  | 2  | 1  | 1  | 2  | 2  | 2  | 2  | 2  | 2  | 2  | 2  | 2  | 2  | 2  | 2  | 3  | 4  | 4  |

Legenda:

Luogo: C = Casa; T = Trasferta. Risultato: V = Vittoria; N = Pareggio; P = Sconfitta.

### Statistiche dei giocatori
| Giocatore      | Challenge League | Challenge League | Challenge League | Challenge League | Coppa UEFA | Coppa UEFA | Coppa UEFA  | Coppa UEFA | Totale   | Totale | Totale      | Totale     |
| Giocatore      | Presenze         | Reti             | Ammonizioni      | Espulsioni       | Presenze   | Reti       | Ammonizioni | Espulsioni | Presenze | Reti   | Ammonizioni | Espulsioni |
| -------------- | ---------------- | ---------------- | ---------------- | ---------------- | ---------- | ---------- | ----------- | ---------- | -------- | ------ | ----------- | ---------- |
| A. Arlan       | 25               | 4                | 1                | 0                | 2          | 0          | 0           | 0          | 27       | 4      | 1           | 0          |
| P. Bader       | 28               | 5                | 5                | 0                | 2          | 0          | 1           | 1          | 30       | 5      | 6           | 1          |
| D. Bellón      | 15               | 0                | 2                | 0                | 2          | 0          | 2           | 0          | 17       | 0      | 4           | 0          |
| F. Burgmeier   | 24               | 5                | 6                | 1                | 2          | 0          | 0           | 0          | 26       | 5      | 6           | 1          |
| P. Cerrone     | 27               | 2                | 6                | 0                | 0          | 0          | 0           | 0          | 27       | 2      | 6           | 0          |
| M. Christen    | 3                | 1                | 1                | 0                | 2          | 0          | 0           | 0          | 5        | 1      | 1           | 0          |
| D. Ciccone     | 28               | 4                | 4                | 0                | 2          | 0          | 1           | 0          | 30       | 4      | 5           | 0          |
| M. Colocci     | 8                | 1                | 0                | 0                | 0          | 0          | 0           | 0          | 8        | 1      | 0           | 0          |
| L. Denicolá    | 14               | 1                | 1                | 0                | 2          | 0          | 0           | 0          | 16       | 1      | 1           | 0          |
| P. Erne        | 8                | 0                | 0                | 0                | 0          | 0          | 0           | 0          | 8        | 0      | 0           | 0          |
| G. Faivre      | 8                | 0                | 0                | 0                | 2          | 0          | 0           | 0          | 10       | 0      | 0           | 0          |
| B. Fischer     | 11               | 0                | 1                | 0                | 0          | 0          | 0           | 0          | 11       | 0      | 1           | 0          |
| D. Harrer      | 11               | 0                | 0                | 1                | 0          | 0          | 0           | 0          | 11       | 0      | 0           | 1          |
| D. Hasler      | 19               | 9                | 2                | 0                | 1          | 0          | 0           | 0          | 20       | 9      | 2           | 0          |
| P. Jehle       | 22               | 0                | 1                | 0                | 0          | 0          | 0           | 0          | 22       | 0      | 1           | 0          |
| M. Merenda     | 22               | 11               | 2                | 0                | 2          | 0          | 0           | 0          | 24       | 11     | 2           | 0          |
| Y. Oehri       | 14               | 0                | 3                | 0                | 1          | 0          | 0           | 0          | 15       | 0      | 3           | 0          |
| M. Rechsteiner | 23               | 0                | 7                | 0                | 1          | 0          | 0           | 0          | 24       | 0      | 7           | 0          |
| C. Ritter      | 0                | 0                | 0                | 0                | 0          | 0          | 0           | 0          | 0        | 0      | 0           | 0          |
| M. Ritzberger  | 7                | 0                | 1                | 0                | 0          | 0          | 0           | 0          | 7        | 0      | 1           | 0          |
| F. Rosamina    | 0                | 0                | 0                | 0                | 0          | 0          | 0           | 0          | 0        | 0      | 0           | 0          |
| S. Sabia       | 22               | 11               | 1                | 0                | 1          | 0          | 0           | 0          | 23       | 11     | 1           | 0          |
| M. Sara        | 27               | 3                | 4                | 1                | 2          | 0          | 0           | 0          | 29       | 3      | 4           | 1          |
| R. Schwegler   | 26               | 1                | 10               | 0                | 2          | 0          | 0           | 0          | 28       | 1      | 10          | 0          |
| F. Sturm       | 12               | 0                | 2                | 0                | 2          | 0          | 0           | 0          | 14       | 0      | 2           | 0          |
| R. Zanni       | 12               | 0                | 3                | 0                | 0          | 0          | 0           | 0          | 12       | 0      | 3           | 0          |